# Среща на хилядолетието
Срещата на хилядолетието е най-голямата в историята на човечеството среща на върха, състояла се през последната година на миналото хилядолетие.
Срещата се провежда между 6 и 8 септември 2000 г. в главната квартира на ООН в Ню Йорк.

## Участници
В срещата на върха вземат участие 150 държавни глави, 47 председатели на правителства, 3 престолонаследници, 5 вицепрезиденти, 3 заместник-председатели на Министерски съвет, 8000 други представители в делегациите.
България е представена от действащия тогава президент Петър Стоянов.

## Подписани декларации за бъдещото развитие на човечеството
1. Преодоляване на глада и бедността в световен мащаб
2. Преодоляване на неграмотността в световен мащаб
3. Постигане на реално равноправие между половете
4. Ограничаване на детската смъртност
5. Подобряване на здравето на родилките
6. Постигане на успех в борбата със СПИН и с други най-опасни болести
7. Осигуряване на устойчиво съхранение на природата
8. Развитие на глобално партньорство за постигане на глобално развитие